# Alexander Mouton

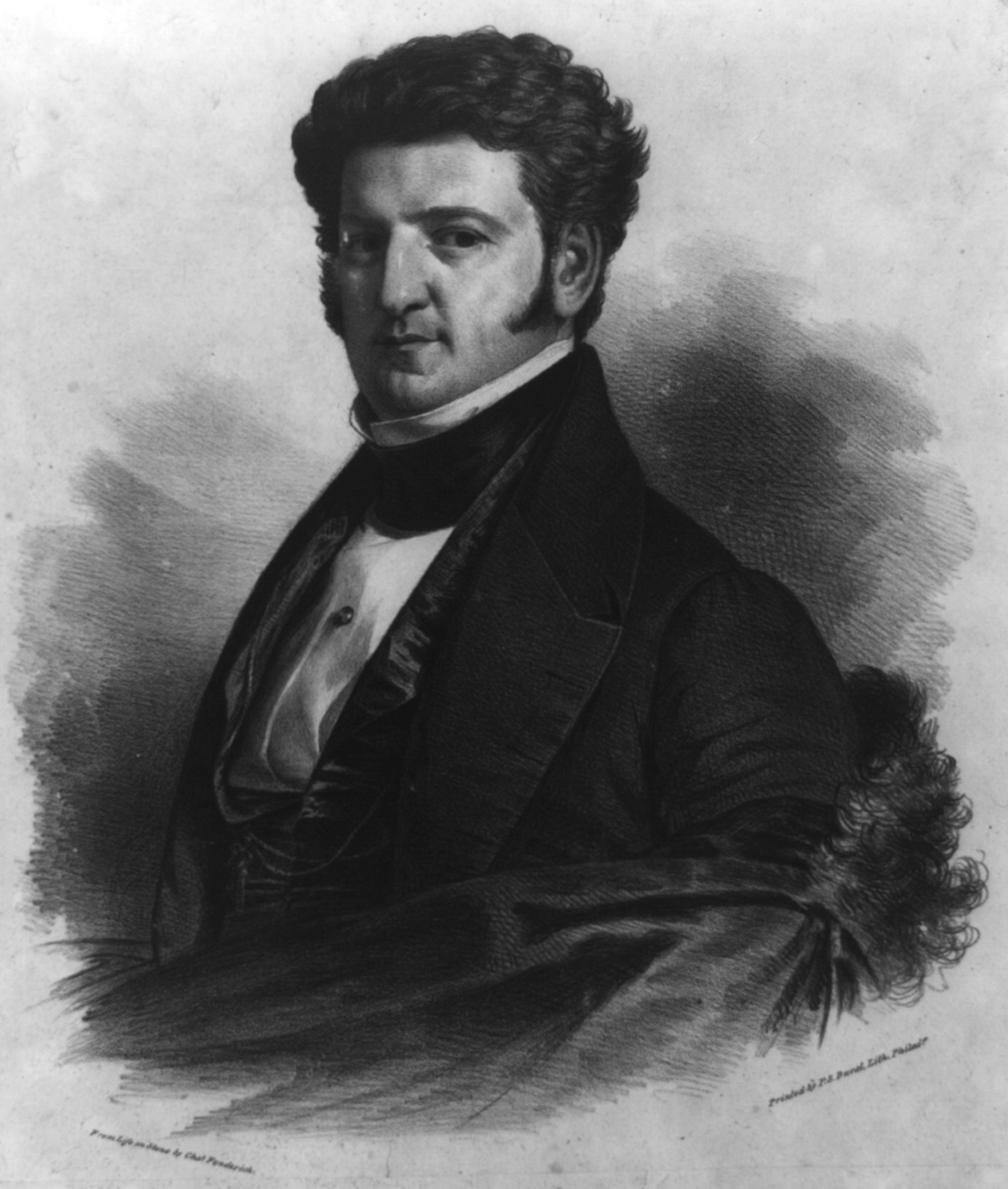
Alexander Mouton

Alexander Mouton (* 19. November 1804 im heutigen Lafayette Parish, Orleans-Territorium; † 12. Februar 1885 bei Lafayette, Louisiana) war ein US-amerikanischer Politiker und von 1843 bis 1846 Gouverneur des Bundesstaates Louisiana. Zwischen 1837 und 1842 vertrat er seinen Staat im US-Senat.

## Frühe Jahre und politischer Aufstieg
Mouton besuchte das Georgetown College in Washington. Nach einem anschließenden Jurastudium wurde er im Jahr 1825 als Rechtsanwalt zugelassen. Daraufhin begann er im Lafayette Parish in diesem Beruf zu arbeiten.
Zwischen 1827 und 1832 war er Abgeordneter im Repräsentantenhaus von Louisiana. Dort war er seit 1832 als Speaker Präsident des Hauses, womit er auf André Bienvenu Roman folgte. Als Mitglied der Demokratischen Partei war er 1828, 1832 und 1836 Wahlmann bei den Präsidentschaftswahlen dieser Jahre. Dabei stimmte er für Andrew Jackson bzw. Martin Van Buren. Im Jahr 1830 bewarb er sich erfolglos um ein Mandat im US-Repräsentantenhaus. 1836 glückte ihm dann die Rückkehr in das Repräsentantenhaus seines Staates.

## US-Senator und Gouverneur
Nach dem Rücktritt von US-Senator Alexander Porter wurde Mouton zu dessen Nachfolger als Class-3-Senator gewählt. Alexander Mouton beendete die von Porter begonnene Legislaturperiode und wurde anschließend wiedergewählt. Im Senat war er Vorsitzender des Landwirtschaftsausschusses. Mouton war zwischen dem 12. Januar 1837 und seinem Rücktritt am 1. März 1842 Mitglied dieses Gremiums.
Am 4. August 1842 wurde er zum neuen Gouverneur seines Staates gewählt und später von der Legislative bestätigt. Alexander Mouton trat sein neues Amt am 30. Januar 1843 an. In seiner Amtszeit wurden die Ausgaben gekürzt und staatliche Liegenschaften und anderes Eigentum verkauft. Sträflinge wurden gegen Geld zur Zwangsarbeit verliehen. So konnte der Haushalt, wenn auch mit fraglichen Mitteln, ausgeglichen werden. Die juristische Kompetenz des Obersten Gerichtshofs und der Bezirksgerichte wurden erweitert und das Schulsystem wurde weiter verbessert. Im Jahr 1845 trat eine neue Staatsverfassung in Louisiana in Kraft. Diese Verfassung schaffte das bisherige System der Gouverneurswahlen ab, nach dem erst eine allgemeine Wahl stattfinden musste, die dann noch von der Legislative abgesegnet werden musste. Nach der neuen Verfassung entfiel die Bestätigung durch das Parlament. Die neue Verfassung schuf auch einige neue Regierungsämter, wie das Amt des Vizegouverneurs, ein Bildungsminister (Superintendent of Education) und ein staatlicher Bibliothekar.

## Weiterer Lebenslauf
Nach dem Ende seiner Gouverneurszeit am 12. Februar 1846 widmete sich Mouton wieder seinen eigenen Angelegenheiten, wozu inzwischen auch sein Engagement bei der Eisenbahn gehörte. Im Jahr 1861 war er Vorsitzender der Versammlung, die die Trennung des Staates Louisianas von der Union und den Beitritt zu den Konföderierten Staaten beschloss. Mouton war ein Anhänger der Konföderation. Als solcher investierte er einen großen Teil seines Reichtums in die letztlich erfolglose Sache der Südstaaten. Sein Sohn Alfred Mouton starb als konföderierter General in der Schlacht bei Mansfield. Alexander Mouton überlebte den Bürgerkrieg um fast 20 Jahre. Er starb im Februar 1885. Er war zweimal verheiratet und hatte insgesamt elf Kinder. Seine erste Frau Zelia Rousseau war die Enkelin von Jacques Dupré, der von 1830 bis 1831 Gouverneur von Louisiana gewesen war.